# Däumelinchen
Däumelinchen (dänisch Tommelise) ist ein Kunstmärchen von Hans Christian Andersen, das 1835 erstmals veröffentlicht wurde.

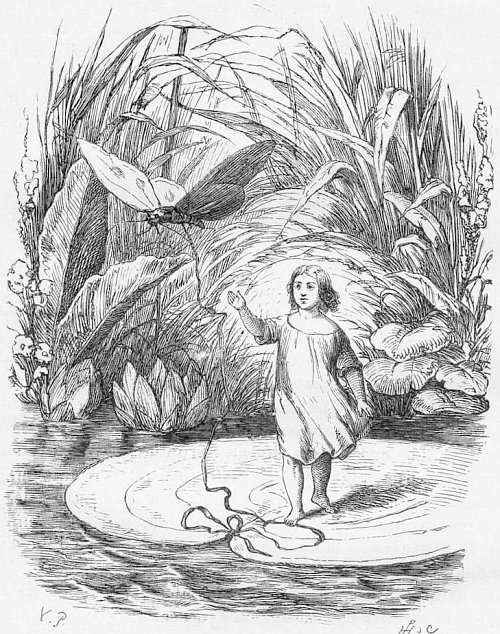
Erste Illustration von Vilhelm Pedersen (1850)

## Handlung
Eine Frau wünscht sich ein Kind und bittet dafür eine alte Hexe um Hilfe. Sie erhält von ihr ein magisches Gerstenkorn, das sie in einem Blumentopf anpflanzt. Daraus wächst eine Blume, in deren Blüte sich ein kleines Mädchen findet, das nicht länger als ein Daumen ist und darum Däumelinchen genannt wird.
Eines Nachts, Däumelinchen schläft in ihrem Walnussschalen-Bett, springt eine alte Kröte ins Zimmer und entführt Däumelinchen auf einen See, denn die Kröte sieht in Däumelinchen eine geeignete Braut für ihren dummen und hässlichen Krötensohn. Freundliche Fische nagen das Seerosenblatt los, auf dem Däumelinchen gefangen ist.
So treibt sie auf dem Blatt in die Freiheit, gezogen von einem Schmetterling. Ein Maikäfer verliebt sich unterwegs in Däumelinchen, doch als die anderen Maikäfer Däumelinchen als hässlich bezeichnen, lässt er sie fallen. Der Winter kommt und Däumelinchen hungert und friert. In ihrer Not bittet sie um Unterschlupf bei einer alten Feldmaus, die sie gütig aufnimmt. Für Kost und Logis muss Däumelinchen das Haus der Feldmaus sauber halten und ihr Geschichten erzählen, um die langen Winterabende zu vertreiben. Däumelinchen findet eine halberfrorene Schwalbe und pflegt sie gesund. Der Nachbar, ein reicher und naturgemäß blinder Maulwurf, kommt öfter zu Besuch, und hält schließlich um Däumelinchens Hand an. Däumelinchen flüchtet auf dem Rücken der Schwalbe in ein warmes Land.
Dort findet sie in einem Blumenbeet in einer Blüte einen geflügelten Märchenprinz ihrer Größe, den sie heiratet. Ihr Mann schenkt ihr ein Paar Flügel und gibt ihr einen neuen Namen: Maja. Nun können beide von Blume zu Blume fliegen.

## Vorbilder
Die Geschichte von Däumelinchen ist keine Adaption, sondern im Wesentlichen durch Andersen erschaffen. Dennoch lassen sich literarische Vorbilder feststellen: Wichtigster Einfluss ist das traditionelle Märchen vom Däumling, das gleichfalls einen Miniaturmenschen als übersinnliche Erfüllung eines Kinderwunsches an den Anfang der Geschichte stellt. Als andere Inspirationen gelten Swifts Liliputaner in Gullivers Reisen (1726), Voltaires Erzählung Micromégas mit ihren Riesen- und Zwergmenschen (1752) und die Geschichte Meister Floh von E. T. A. Hoffmann (1822). Gleichfalls von E. T. A. Hoffmann ist die Geschichte Prinzessin Brambilla (1821), in der ein kleines Wesen in einer Blüte lebt. In Andersens eigener Erzählung Fußreise von Holmens Kanal zur Ostspitze von Amage (1828) kommt ein winziges Mädchen vor.

## Verfilmungen
- Däumelienchen von Lotte Reiniger, Scherenschnittfilm, 1954, Dauer: 10 Minuten.[3]
- Däumelinchen, 1964, sowjetischer Kurzfilm von Leonid Amalrik.[4]
- Däumelinchen, japanischer Trickfilm, 1978.
- Thumbelina von Don Bluth und Gary Goldman, Animationsfilm, 1994, Dauer: 1 Stunde 26 Minuten.
- Däumelienchen, Folge 7–10 aus der japanischen Anime-Serie Pixi im Wolkenkuckucksheim.
- WunderZunderFunkelZauber – Die Märchen von Hans Christian Andersen, dänische Zeichentrickserie, Folge 10.

## Bibliographie
- Hans Christian Andersen: Däumelinchen, bearbeitet von Sonja Hartl mit Bildern von Lisbeth Zwerger. Neugebauer Verlag, Zürich 1987. ISBN 3-314-01616-6
- Hans Christian Andersen: Däumelinchen, deutsch von Quentin Gréban, bearbeitet von Katrin Hoffmann. Coppenrath, Münster 2007, ISBN 3-8157-7966-9.
- Hans Christian Andersen: Däumelinchen. Klassiker für Erstleser, bearbeitet von Ilse Bintig mit Bildern von Uli Waas. Ed. Bücherbär, Würzburg 2007. ISBN 3-401-08928-5